# Midden-Drenthe
Midden-Drenthe  è una municipalità dei Paesi Bassi  di 33 586 abitanti situata nella provincia di Drenthe.
Creata il 1º gennaio 1998 col nome di Middenveld, il suo territorio è stato definito dall'unione del territorio della ex-municipalità di Smilde e di parte del territorio di Beilen, Ruinen, Westerbork e Zweeloo. Il nome è stato cambiato nell'attuale il 1º gennaio 2000.

## Suddivisioni
| Beilen            | 9.030 |
| Westerbork        | 4.560 |
| Smilde            | 4.520 |
| Bovensmilde       | 3.310 |
| Hoogersmilde      | 1.460 |
| Hooghalen         | 940   |
| Nieuw-Balinge     | 790   |
| Wijster           | 780   |
| Hijken            | 640   |
| Witteveen         | 460   |
| Elp               | 370   |
| Zwiggelte         | 300   |
| Lieving en Makkum | 200   |

| Oranje    | 200 |
| Spier     | 200 |
| Mantinge  | 180 |
| Holthe    | 150 |
| Balinge   | 120 |
| Drijber   | 110 |
| Brunsting | 100 |
| Laaghalen | 100 |
| Orvelte   | 90  |
| Garminge  | 80  |
| Zuidveld  | 80  |
| Eursinge  | 60  |

Fonte: CBS